# Alex MacDonald
Alexander Alex MacDonald (ur. 17 marca 1948, Glasgow) - były szkocki piłkarz występujący na pozycji pomocnika, i trener piłkarski.
Profesjonalną piłkarską karierę zaczął w klubie St. Johnstone F.C. W barwach tego klubu rozegrał 65 meczów i strzelił 17 goli. Następnie został sprzedany do Rangers F.C. za 50 000 funtów, w roku 1968. W barwach klubu z Glasgow wystąpił w 336 spotkaniach i strzelił 51 bramek. Razem z drużyną wywalczył w roku 1972 Puchar UEFA, oraz 3 mistrzostwa Szkocji, 4 Puchary Szkocji, 4 Puchary Ligi Szkockiej.
Następnie został sprzedany za 30 000 funtów w roku 1980 do Hearts, gdzie wystąpił w 122 meczach i trafił z piłką do bramki rywali 10 razy. W sezonie 1985/1986 zdobył mistrzostwo kraju.
W reprezentacji Szkocji zagrał jeden raz - w meczu przeciwko Szwajcarii w roku 1976.
Pomimo że grał w klubie Hearts do 1985 roku, to od 1981 był także trenerem tej drużyny, do 1990 roku. Potem trenował piłkarzy drużyny Airdrieonians F.C. w latach 1991-1999.